# Död mans hand (roman)
Död mans hand är arbetarförfattaren Folke Fridells genombrottsroman från 1946.
Romanen har två spår som varvas i ungefär vart annat kapitel: det ena är en fiktivt självbiografisk text som handlar om textilarbetaren David Bohm även kallad Rivar-Bohm och hans närmaste familj. Det andra spåret är en agitativ text som handlar om arbetet på en textilindustri i Lagan. Det senare spåret är starkt kritiskt till MTM-systemet som framställs som ovärdigt och avhumaniserande, och har även en udd mot symbiosen mellan arbetsgivare och fackförbund i den svenska modellen.